# Exeed RX

El Exeed Yaoguang (瑶光) o RX per als mercats d'exportació és un mida mitjana Encreuament produït per Exeed, una subsidiària de la marca Chery Automobile.

## Overview

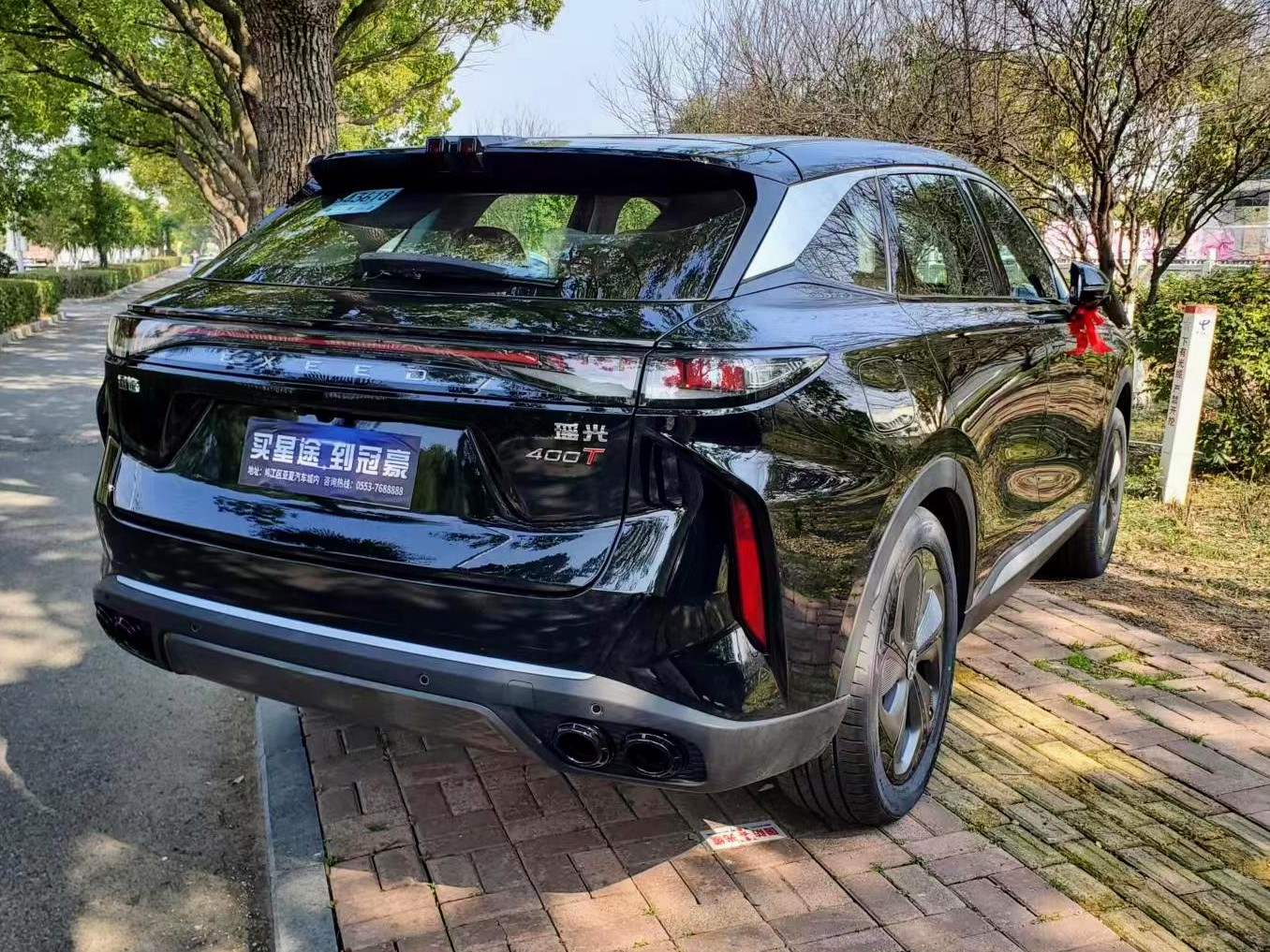
Exeed Yaoguang (rear)

El disseny del Yaoguang va ser previsualitzat per primera vegada per l'Exeed Stellar Concept (Yaoguang, 瑶光 Concept en xinès) presentat durant el 2021 Auto Shanghai.Una versió del disseny més propera a la producció es va presentar el maig de 2022 com a Exeed AtlantiX Concept. The final production car was launched in February 2023.
El Yaoguang es basa en la plataforma M3X desenvolupada per Chery amb Magna International compartida amb l'Exeed TX una mica més petit des del 2017. El rang de preus de l'Exeed Yaoguang comença a partir de 167.800 i arriba a 179.800 RMB (24.800 - 26.600 dòlars EUA).
L'interior de l'Exeed Yaoguang està equipat amb una pantalla doble corbada de 24,6 polzades formada per dues pantalles de 12,3 polzades alimentades per un xip Qualcomm Snapdragon 8155 i una pantalla frontal. Altres característiques inclouen un sostre solar panoràmic i 14 altaveus Sony per al sistema de so. El respatller del seient posterior es pot ajustar elèctricament 7 graus, mentre que el seient del conductor admet ventilació amb calefacció i té un reposapeus regulable elèctricament i un sistema d'àudio del reposacaps integrat. El seient del copilot també és regulable elèctricament, ofereix un reposapeus i admet 5 maneres de massatge d'esquena. Pel que fa als sistemes d'assistència a la conducció, l'Exeed Yaoguang ofereix un sistema d'assistència a la conducció de nivell 2.5 que admet 21 funcions bàsiques i 11 avançades d'assistència a la conducció.

### Tren motriu
Tl'Exeed Yaoguang està propulsat per un motor turbo TGDI de 2.0 litres que produeix 261 cv i 400 Nm, acoblat a una caixa de canvis de doble embragatge humida de 7 velocitats. El Yaoguang es presenta en models de dues rodes i quatre rodes, amb un consum de combustible WLTC de 7,6 L/100 km per a la conducció urbana i 8,1L/100 km per a autopistes amb un coeficient d'arrossegament tan baix com 0,326Cd. El temps d'acceleració de 0 a 100 km/h és de 8,6 segons. Set modes de conducció estarien disponibles i més tard també es llançarà una versió PHEV.

## Galeria

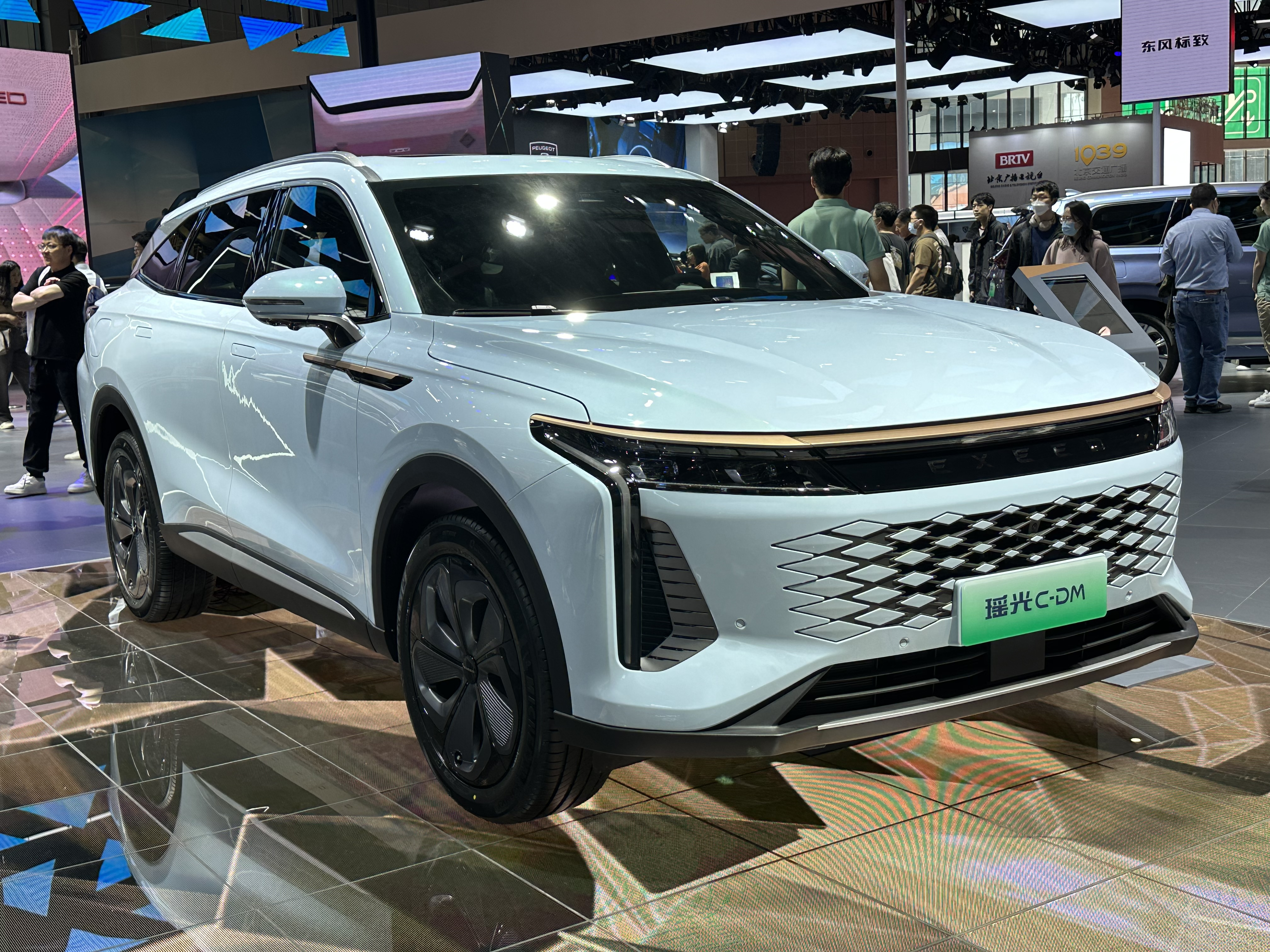
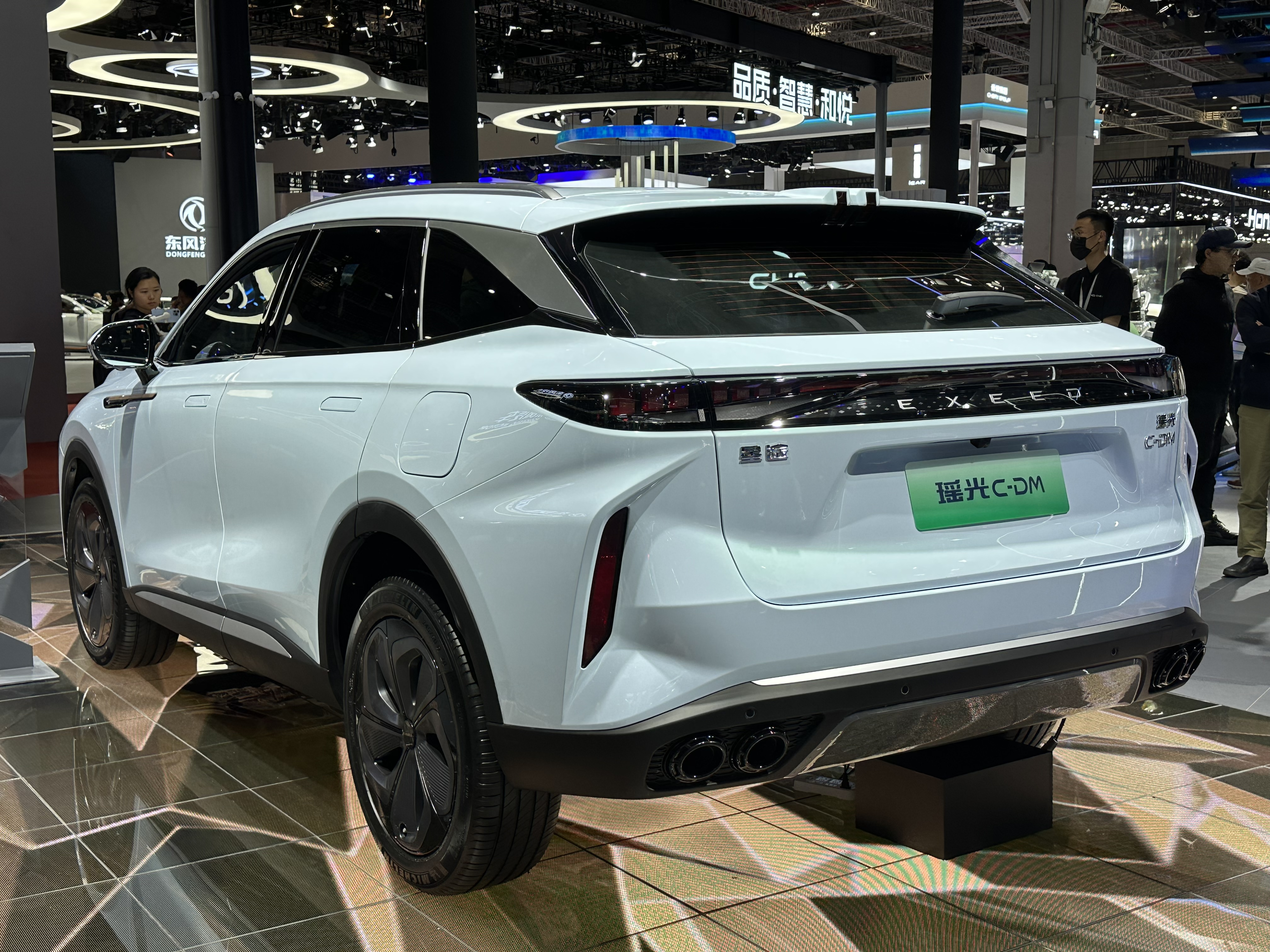
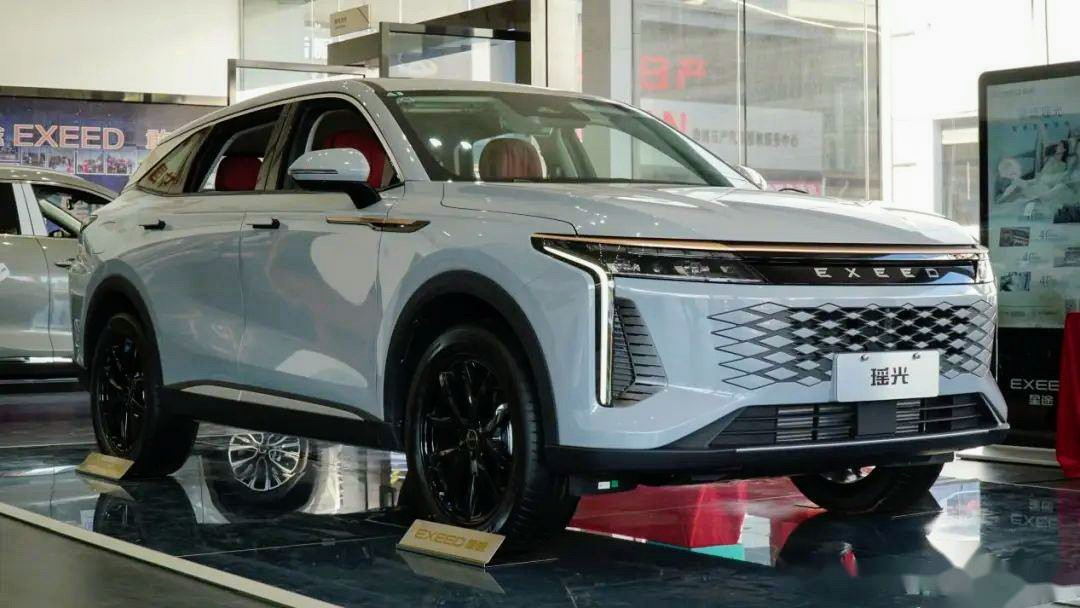
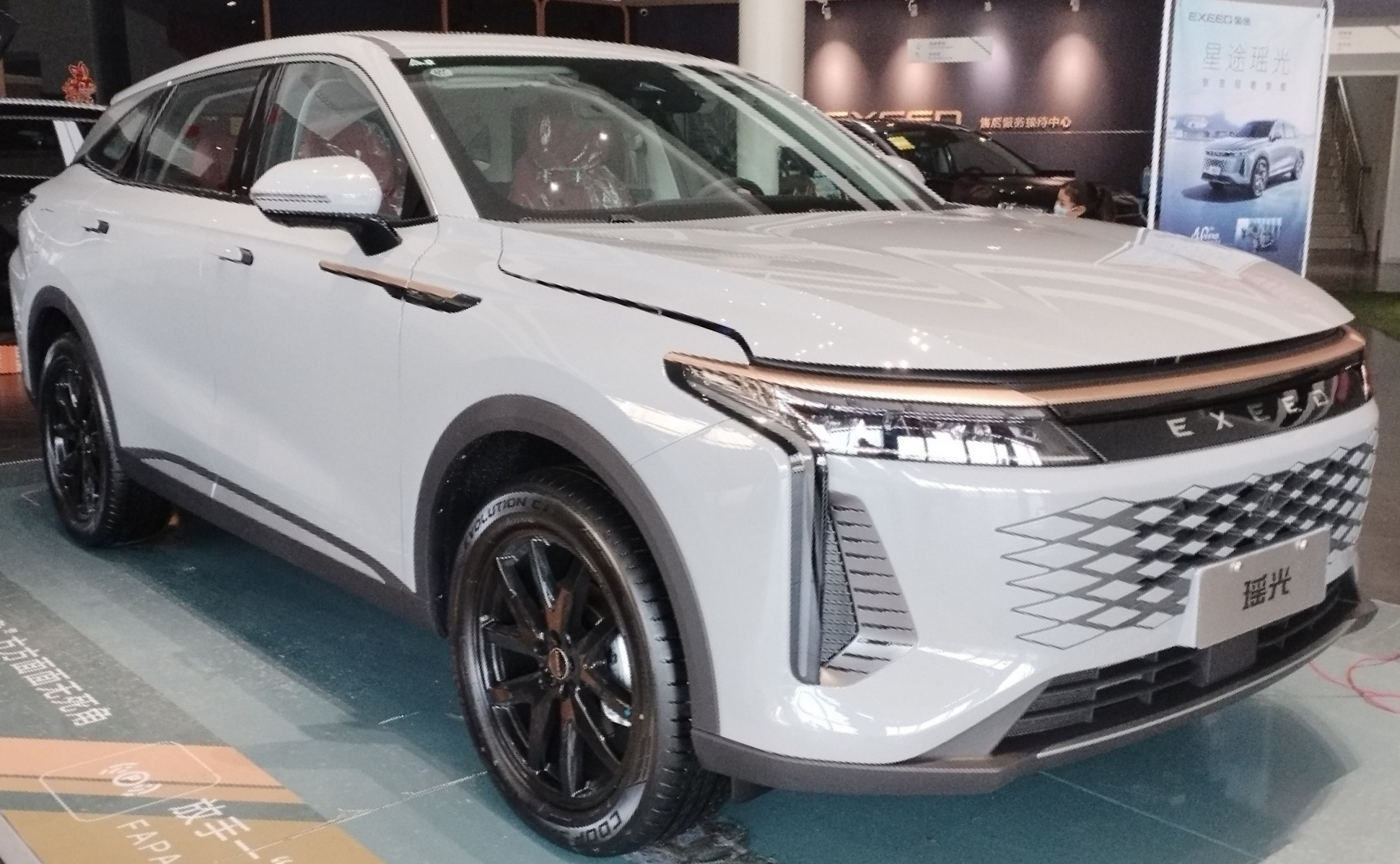